# Rio Neosho
O rio Neosho é um afluente do Rio Arkansas, na parte central dos Estados Unidos, com cerca de 740 km de comprimento, o que o torna um dos 50 rios mais longos dos Estados Unidos), drenando uma bacia de 32 780 km² (maior que a Bélgica).
Administrativamente, percorre os estados de Kansas e Oklahoma.

## Etimologia
Neosho é um termo da tribo índia dos Osage que significa «água clara e abundante».

## Geografia
O rio Neosho nasce no condado de Morris, na parte central do estado do Kansas. Segue para sudeste, atravessando a parte sudeste do estado. No condado de Ottawa, já no Oklahoma, vira para sul-sudoeste, rumo que manterá no resto do seu curso, cruzando a parte norte-oriental do Oklahoma.
A maior localidade que banha no Kansas é Emporia, e em Oklahoma é Miami.
O cruzamento do rio em Council Grove era um dos pontos de partida do caminho de Santa Fe, uma das principais rotas de migração para o Oeste dos Estados Unidos.